# Jonas Gonçalves Oliveira
Jonas Gonçalves Oliveira (* 1. April 1984 in Bebedouro, São Paulo), bekannt unter dem Mononym Jonas, ist ein ehemaliger brasilianischer Fußballspieler. In der Saison 2010 war er Torschützenkönig der brasilianischen Liga.

## Karriere
Jonas begann seine Karriere als Vereinsfußballer erst mit 19 Jahren beim Guarani FC. Anfangs offenbarte er nicht nur athletische, sondern auch taktische Defizite. Sein Debüt in der Profiliga gab er im Spiel gegen EC Santo André. Nach der Saison 2005/06 wechselte er zum FC Santos und gewann dort mit der Mannschaft die Staatsmeisterschaft von São Paulo 2006. Aufgrund einer Knieverletzung musste er für sechs Monate pausieren. Im Jahr 2007 kehrte er wieder zurück und gewann mit dem Verein die zweite Staatsmeisterschaft von São Paulo in Folge. Nach einem Jahr wechselte er zu Grêmio Porto Alegre und unterzeichnete einen Vierjahresvertrag. Nachdem er 2008 zeitweise nicht zum Kader gehört hatte, wechselte er den Verein und wurde vom Verein Portuguesa ausgeliehen. Nach dem Ende des Leihvertrages kehrte er wieder zu Grêmio zurück. Bei der Copa Libertadores 2009 lieferte er sein schlechtestes Spiel, als er gegen Boyacá Chicó FC bei einem Angriff direkt nacheinander drei Torchancen vergab.
Am 24. Januar 2011 wechselte Jonas zum FC Valencia. Er erzielte sein erstes Tor für Valencia am 27. Februar mit dem Siegtreffer zum 2:1 im Spiel gegen Athletic Bilbao.
Am 1. September 2014 kündigte er seinen Vertrag und wechselte zu Benfica Lissabon. Sein Debüt gab er am 5. Oktober 2014 im Spiel gegen den FC Arouca und erzielte das Tor zum Endstand von 4:0. Am 18. Oktober 2014 erzielte er einen Hattrick im Spiel gegen den SC Covilhã in der dritten Runde der Taça de Portugal.
2011 debütierte er in der brasilianischen Nationalelf. Jonas kam dort allerdings nur zu unregelmäßigen Einsätzen.
Am 9. Juli 2019 gab Jonas seinen Rücktritt vom aktiven Fußballgeschäft bekannt.

## Titel und Ehrungen

### Verein
FC Santos
- Staatsmeisterschaft von São Paulo: 2006, 2007

Grêmio Porto Alegre
- Staatsmeisterschaft von Rio Grande do Sul: 2010

Benfica Lissabon
- Portugiesischer Meister: 2015, 2016, 2017, 2019
- Portugiesischer Pokalsieger: 2017
- Portugiesischer Ligapokalsieger: 2015, 2016
- Portugiesischer Supercupsieger: 2016, 2017

### Individuell
- Bola de Prata: 2010
- Prêmio Arthur Friedenreich: 2010 (42 Tore/geteilt mit Neymar)
- Primeira Liga Spieler des Monates: Februar 2015, April 2015
- UEFAs Spieler des Jahres in Portugal: 2014/15
- Primeira Liga Spieler des Jahres: 2014/15
- Taça da Liga Man of the Match: 2015
- Primeira Liga Torschützenkönig: 2015/16, 2017/18
- IFFHS Welttorjäger (National): 2018 (34 Tore; geteilt mit Lionel Messi)